# S.A. Nardi per Costruzioni Aeronautiche
La S.A. Nardi per Costruzioni Aeronautiche est une entreprise de construction aéronautique italienne fondée au début des années 1930 à Milan par quatre frères : Luigi (1900-1978), Euste (1902-1951), Elio (1905-1935) et Elto (1910-1935) Nardi. Originaires de Venarotta, dans la région d'Ascoli Piceno, ils effectuèrent leurs études à Milan. Les deux aînés acquirent leur expérience aéronautique en travaillant au département aéronautique de la firme Breda avant de concevoir un avion de sport et de tourisme qui connut un certain succès : le Nardi FN.305. Adopté par la Regia Aeronautica comme avion d'entraînement et de liaison, le FN.305 fut construit à 475 exemplaires, dont 124 sous licence en Roumanie.
Les Nardi FN.310 (en), FN.315 et FN.316 (en) dérivent du FN.305.
Après la Seconde Guerre mondiale les frères Nardi ont encore conçu le Nardi FN.333 Riviera, un avion amphibie quadriplace.
La firme Nardi n'a jamais disposé de moyens industriels importants. Possédant tout juste un atelier de prototypes, elle a fait construire les appareils qu'elle avait conçus par des sous-traitants tels que Piaggio ou Savoia-Marchetti.

## Sources
1. 1 2  Gregory Alegi